# Université de Yaoundé I
Ne doit pas être confondu avec Université de Yaoundé II.
L'université de Yaoundé I (anglais : University of Yaounde I) est un établissement public à caractère scientifique et culturel doté de la personnalité morale et de l’autonomie financière. Elle est située dans la ville de Yaoundé, la capitale politique du Cameroun, dans le quartier Ngoa Ekélé.

## Historique
Née de la réforme de décentralisation de l'enseignement supérieur au Cameroun en 1993, l'université de Yaoundé I est issue (avec l'université de Yaoundé II) de la scission de l'université de Yaoundé.

## Organisation
L'université de Yaoundé I est composée de quatre facultés et de trois grandes écoles :

### Facultés
- Faculté des arts, lettres et sciences humaines (FALSH)[4]. C'est un établissement public de l'université de Yaoundé qui comporte 16 départements qui sont : anglais, allemand, anthropologie, art et archéologie, espagnol, géographie, histoire, langue africaines et linguistique, philosophie, sociologie, psychologie, lettres modernes français, lettres bilingues, littérature et civilisations africaines, tourisme et hôtellerie, science du langage[5].
- Faculté des sciences (FS)[6] comporte 10 départements parmi lesquels : mathématique, physique, informatique, science de la terre et de l'univers, chimie organique, chimie inorganique, microbiologie, biologie et physiologie animale, biologie et physiologie végétale[5].
- Faculté de médecine et de sciences biomédicales (FMSB)[7]
- Faculté des sciences de l'éducation[5]
- ESSTIC
- IRIC
- IFORD[8]
- Faculté de droit et sciences économiques[8]

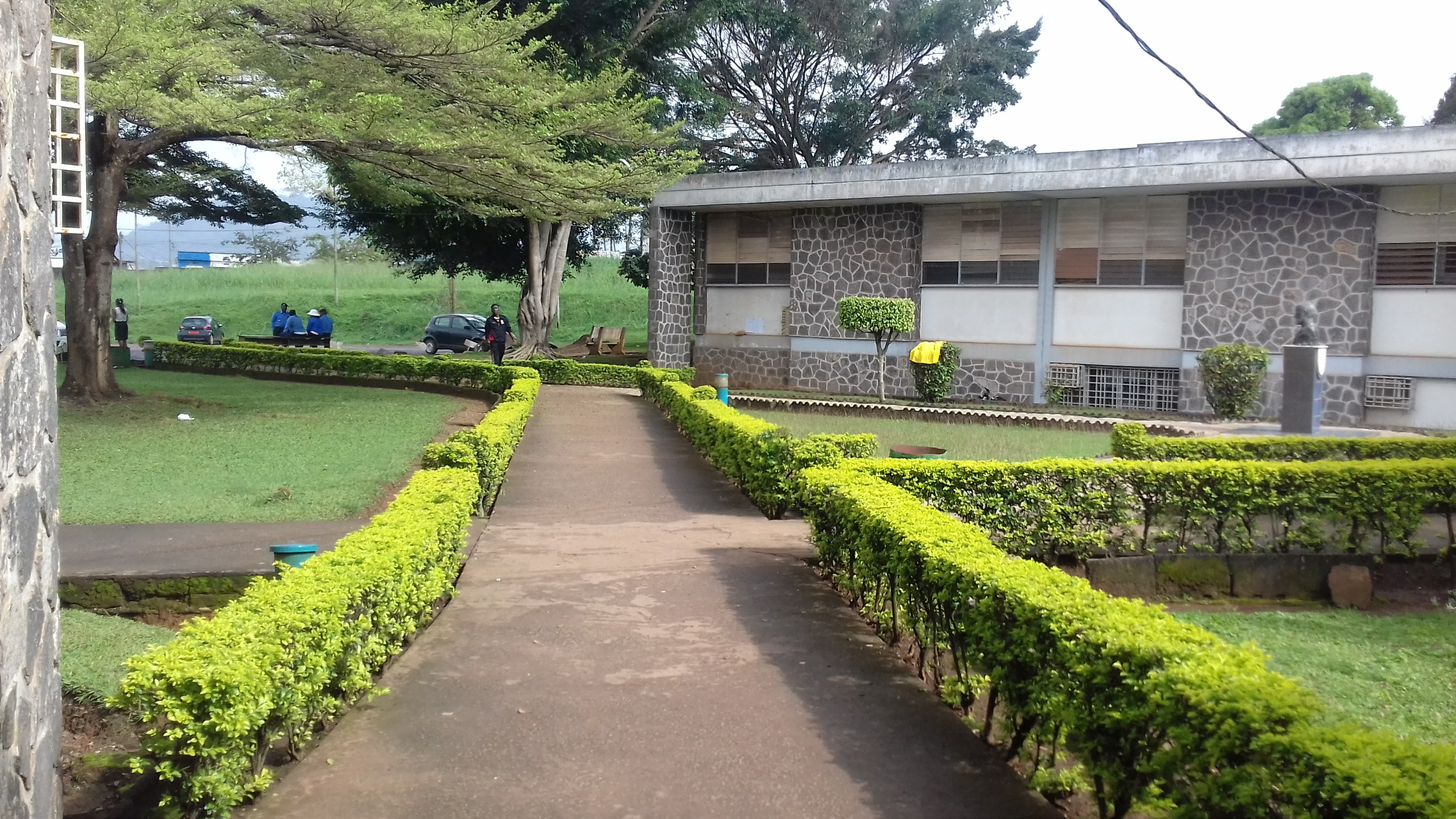
Entrée de la faculté de médecine.

### Écoles
- École nationale supérieure polytechnique[9]
- École normale supérieure
- Institut universitaire de technologie du bois

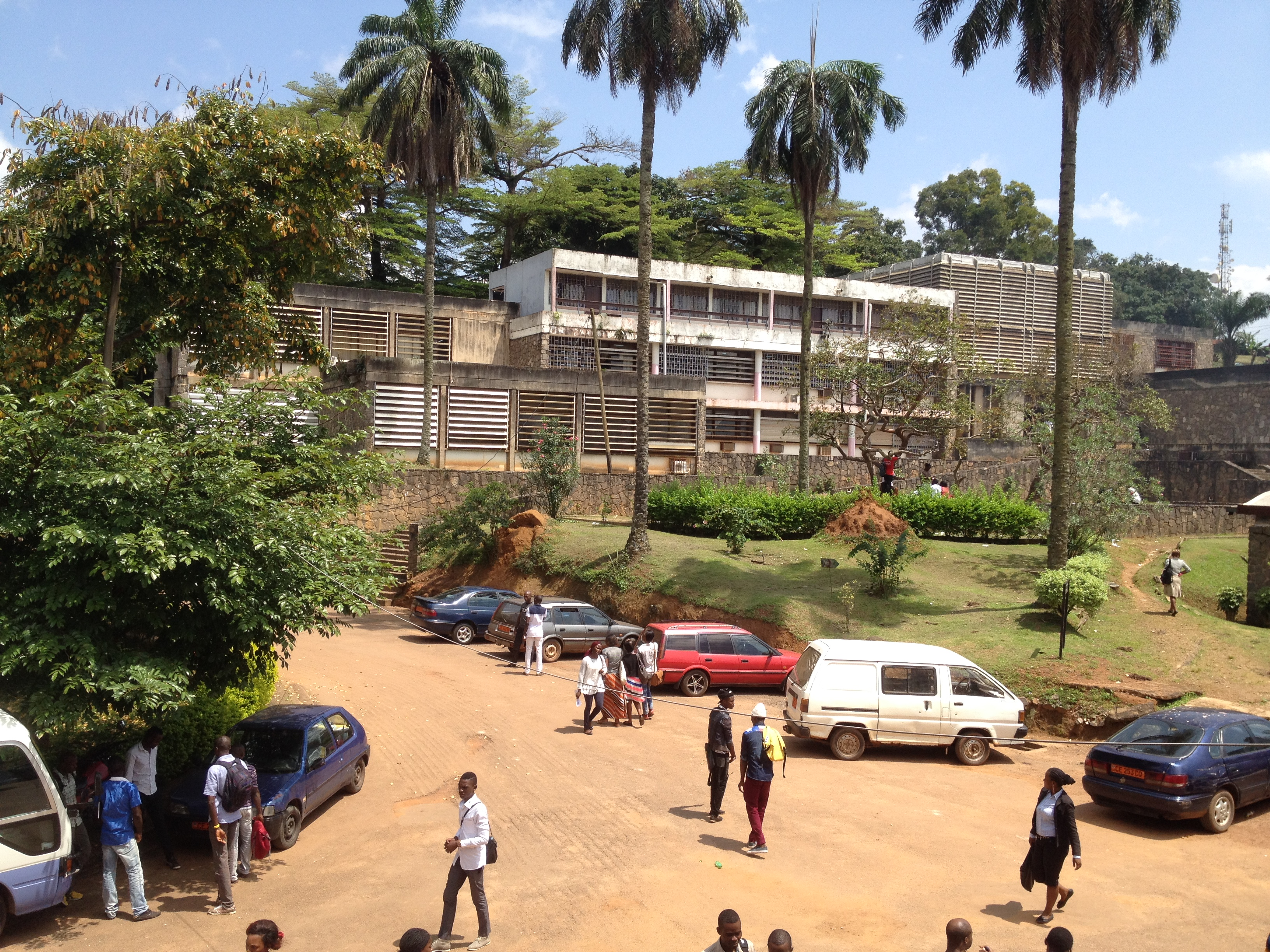
La place devant la scolarité de la FALSH.
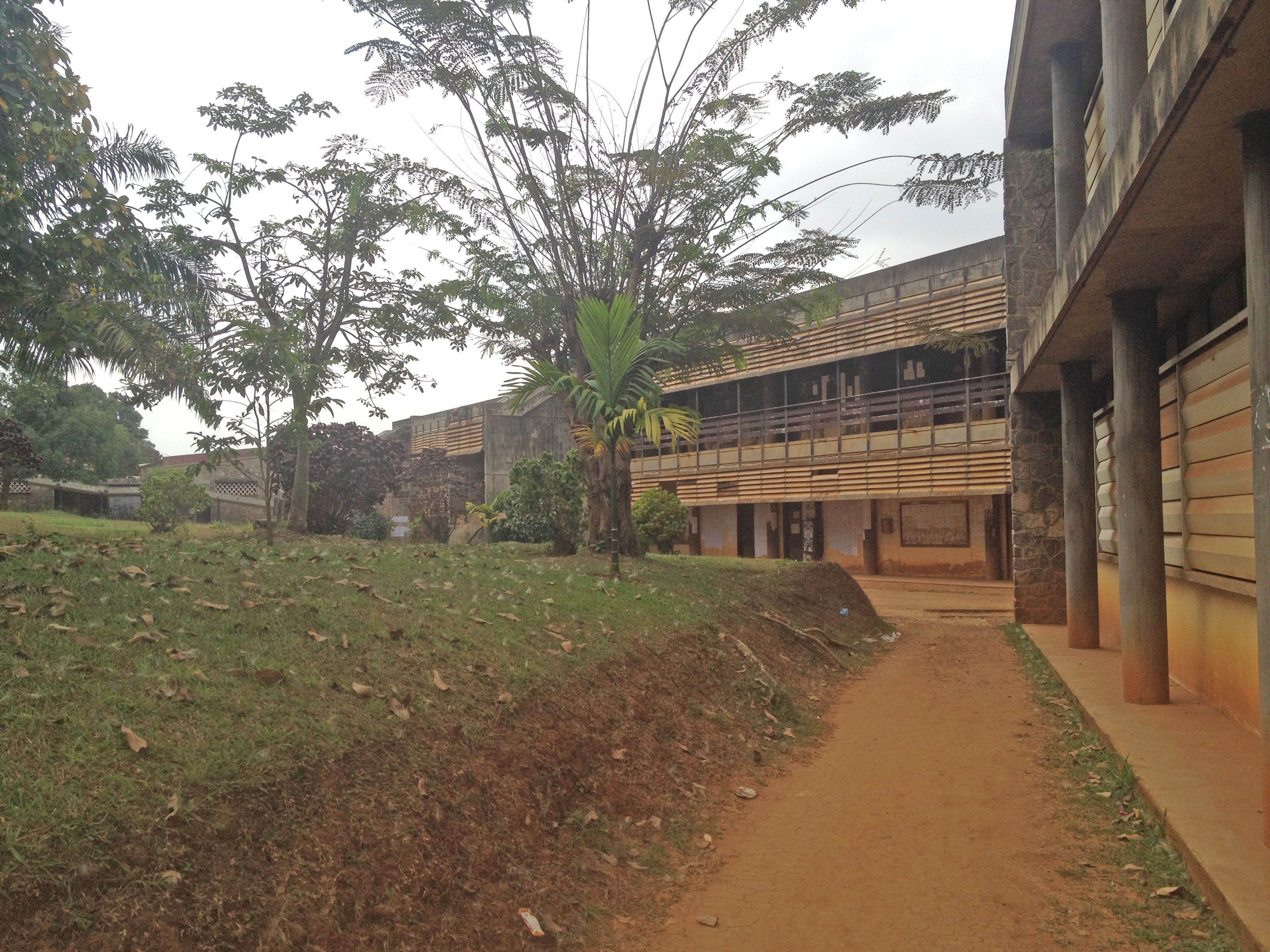
Des immeubles de la faculté des sciences.
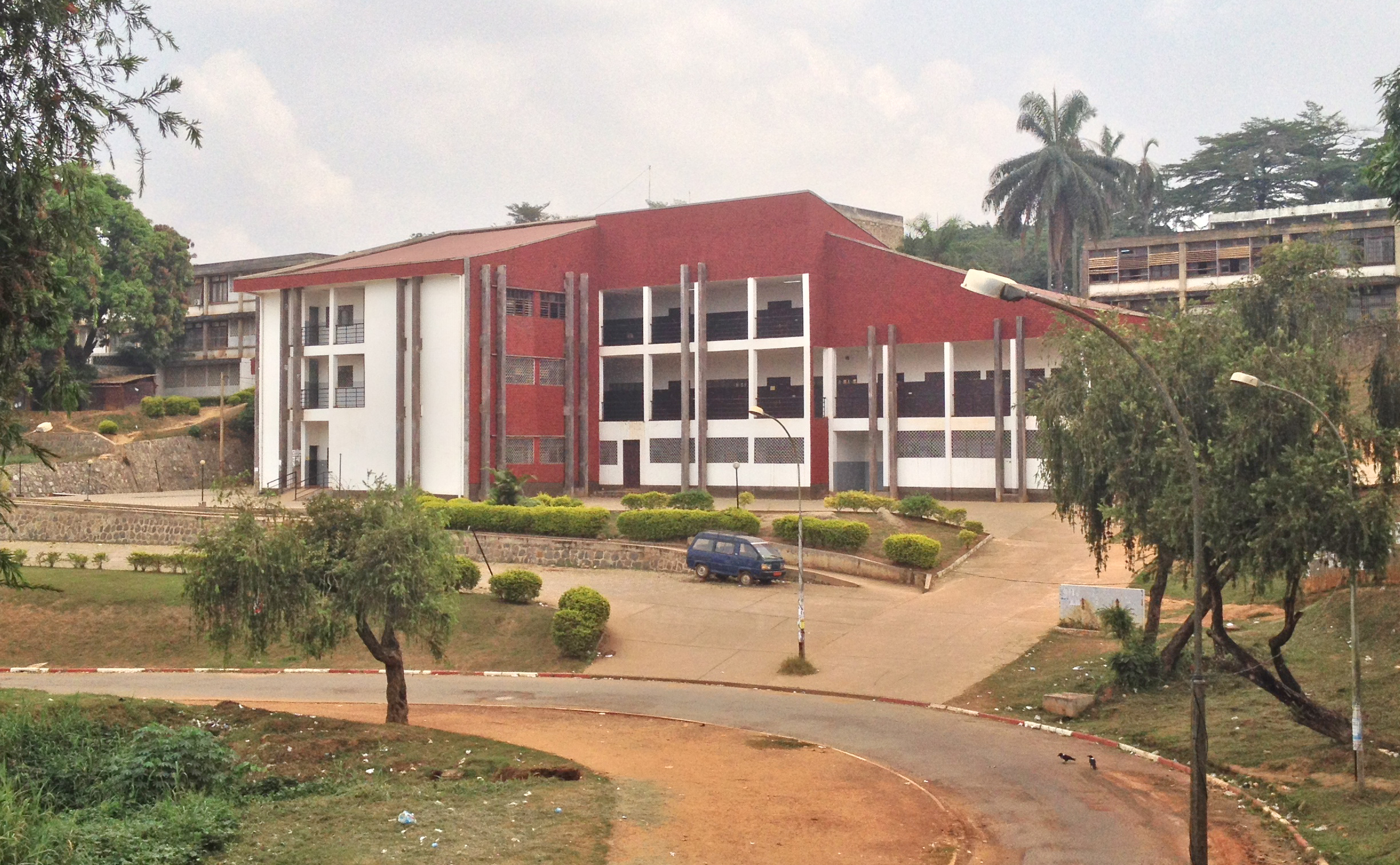
Le « Nouveau bloc pédagogique » (NBP).
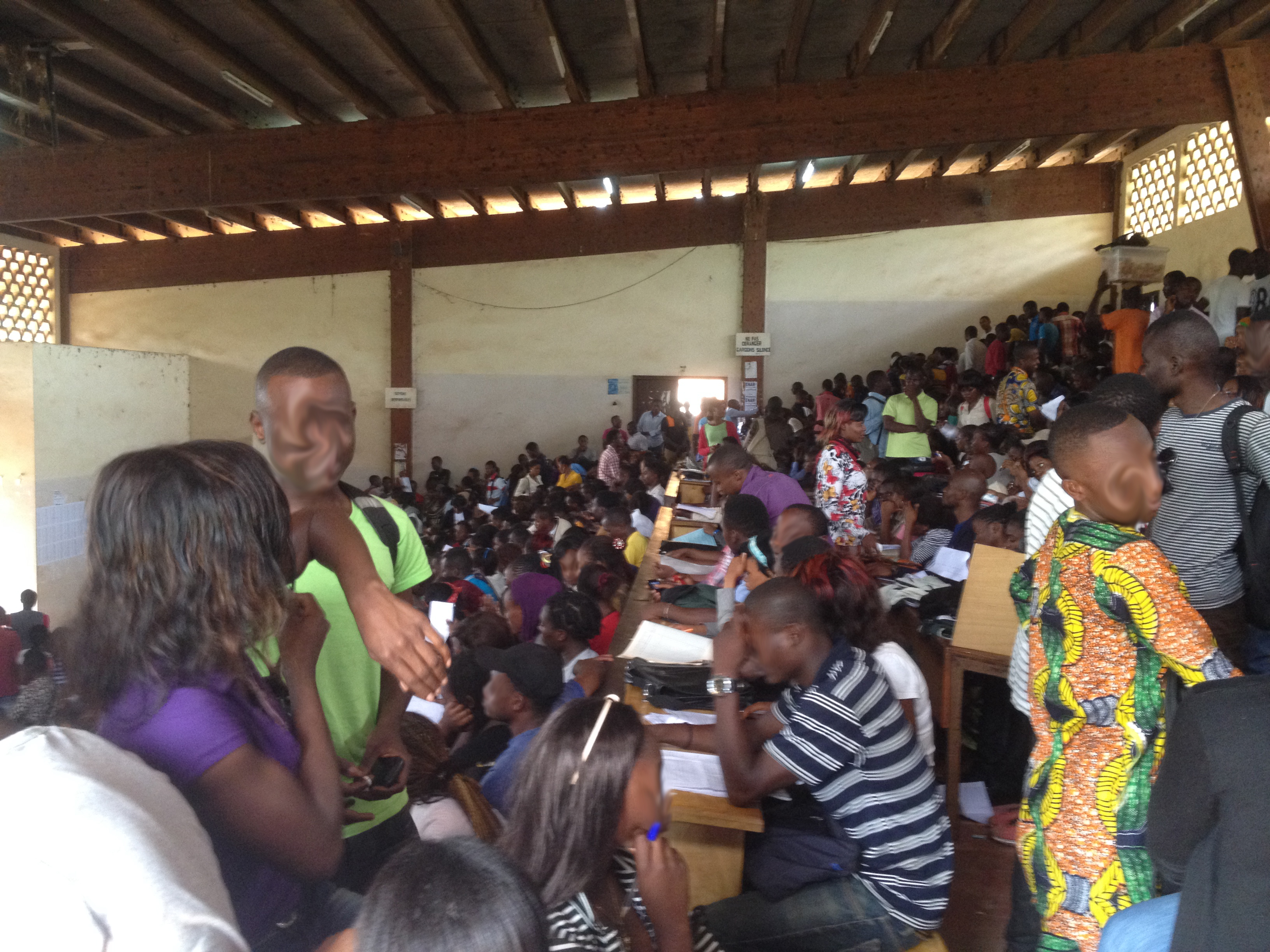
Au sein de l'amphi 501.
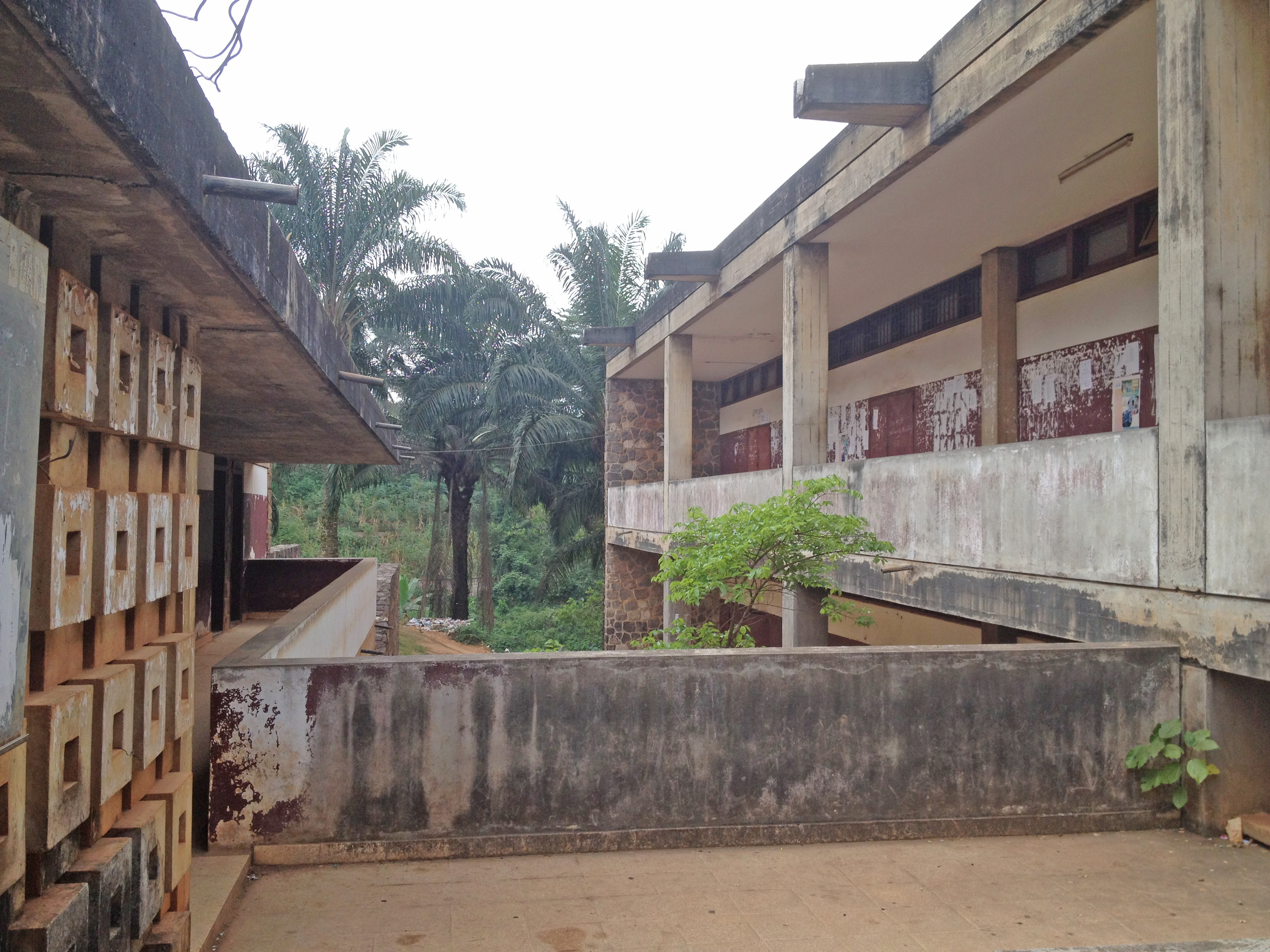
Le département d'anglais.

## Personnalités liées à l'université

### Professeurs
- Philomène Nga Owona, professeure d'anthropologie
- Rose Leke, professeure d'immunologie et de parasitologie
- Joseph-Marie Essomba, professeur d'histoire et d'archéologie
- Bole Bukate, enseignant de lettres
- Dieudonné Alaka (1987-2023), enseignant d'arts et spectacle
- Marie-Thérèse Abena Ondoa, ministre de la Promotion de la femme et de la famille.

### Anciens étudiants
- Abdon Atangana, mathématicien;
- Achille Mbembe, historien et politiste, prix Holberg 2024;
- Arielle Kitio Tsamo, tech entrepreneure;
- Aïssatou Njayou, actrice et réalisatrice
- Charles Ebune, Journaliste;
- Germaine Djuidje Kenmoe, physicienne, prix de la fondation Elsevier 2018
- Cyrielle Raingou (? - ), réalisatrice camerounaise;
- Frank Thierry Léa Malle, réalisateur;
- Govinal, artiste musicien;
- Hermine Yollo, écrivaine et metteuse en scène;
- Hubert Mono Ndjana, philosophe;
- Justine Germo Nzweundji, botaniste;
- Lambert Sonna Momo, fondateur et PDG de Global ID;
- Landry Mbassi, artiste visuel camerounais;
- Yolande Welimoum, actrice, réalisatrice.